# Ngụ ngôn

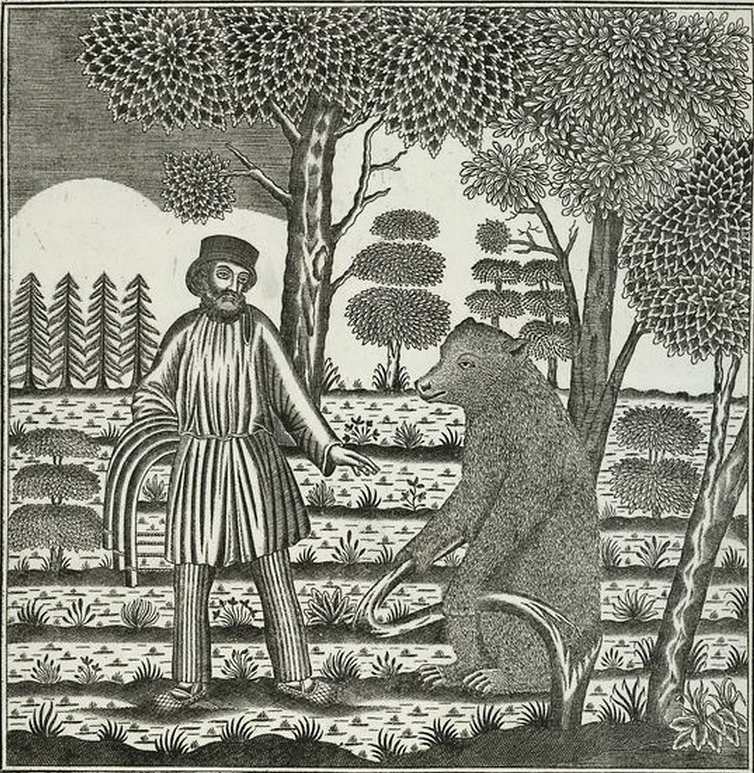
Trudoliubivyi medved 1868

Ngụ ngôn là một thể loại của văn học giáo huấn, mang nội dung đạo đức,giáo dục có hình thức thơ hoặc văn xuôi tương đối ngắn, sử dụng phúng dụ như một nguyên tắc tổ chức tác phẩm.

## Tên gọi
Mỗi nước, mỗi khu vực và mỗi thời kỳ văn học nhất định có những tên gọi khác nhau cho thể loại ngụ ngôn, theo đó đặc trưng thể loại cũng có những điểm dị biệt. Chẳng hạn tên fable ở Pháp, basnia ở Nga chỉ những truyện rất ngắn bằng thơ hoặc văn xuôi nêu thẳng ra một kết luận đạo lý, kết luận này khiến cho câu chuyện có ý nghĩa phúng dụ. Phần kể truyện của những câu chuyện dạng này khá giống truyện cổ tích (nhất là những truyện cổ tích về các loài vật), với giai thoại; phần đạo lý của nó gần với tục ngữ, cách ngôn. Một loạt tác phẩm ngụ ngôn khác, gọi là parabole (Pháp) hay pricha (Nga) chỉ nảy sinh ở một số văn cảnh, nó có thể không có những vận động cốt truyện, có thể rút thành một so sánh đơn giản và về nội dung nó hướng tới chất "hiền minh" sâu sắc của trật tự tôn giáo hoặc đạo đức.

## Lịch sử
Ngụ ngôn là một trong những thể loại tự sự cổ xưa nhất, ở olklore của mọi dân tộc đều có thơ hoặc truyện ngụ ngôn. Ngụ ngôn xuất hiện trước công nguyên trong kho tàng văn hóa các dân tộc như Hy Lạp, Ấn Độ, Ai Cập, Trung Hoa... và xa xưa nhất có thể tính đến là những tác phẩm ngụ ngôn nửa thực nửa truyền thuyết tương truyền do Ezop sáng tác, có tầm ảnh hưởng sâu rộng sang cả vùng Trung Đông rồi ngược về phương Tây với Panchatantra của Ấn Độ thế kỷ 3 trước công nguyên, Calila và Dimna thế kỷ 8 ở Syria, Arab; Stefanit và Ichnilat ở Byzance và Nga v.v. Một dòng khác tiếp tục tồn tại ở đế chế La Mã, vùng Tây Âu thời trung đại với Romul bằng tiếng Latinh, Isopette bằng tiếng Pháp, và cận đại với ngụ ngôn J. La Fontaine, K. F. Hellert, T. de Iriarte, L. Holberg, I. Krasicki v.v.).
Ở Trung Quốc, ngụ ngôn cổ đại thâm nhập vào sách triết luận và chính luận của "chư tử" như Trang Tử, Mạnh Tử, Hàn Phi Tử..., vào các truyện kể trung đại như Bình thoại, Thoại bản và vào cả tiểu thuyết Đông Chu liệt quốc của Phùng Mộng Long.
Tuy ngụ ngôn tồn tại trong mọi nền văn hóa khắp thế giới nhưng ở những thời đại văn hóa có sự chú trọng đặc biệt đến giáo huấn và phúng dụ, thì ngụ ngôn là thể loại trung tâm, là chuẩn cho các thể loại khác, như văn xuôi răn dạy vùng Trung Đông (Cựu Ứớc, Lời răn bảo của Akhikar v.v.). Ở văn chương Kitô giáo và văn học Trung đại gọi là dụ ngôn (như các dụ ngôn của Chúa Giêsu trong Sách Phúc Âm với truyện Đứa con hoang đàng, Người gieo giống, Rượu mới bình cũ v.v.). Ở những thời đại ấy, khi văn hóa đọc hiện diện một tâm thức tiếp nhận đặc thù: bất kỳ thiên truyện nào cũng được hiểu như ngụ ngôn, thì cái thống trị ở văn hóa ấy sẽ là thi pháp ngụ ngôn, loại trừ tính miêu tả của văn xuôi cổ đại hay kiểu châu Âu cận đại; thiên nhiên và sự vật chỉ được nhắc đến khi thật cần thiết, hành động xảy ra như không có bối cảnh; nhân vật không có nét ngoại hình, tính cách, mà hiện ra như những chủ thể của sự lựa chọn đạo lý.
Từ cuối thế kỷ 19, một loạt nhà văn đã xem sự súc tích, kiệm lời của ngụ ngôn là mẫu mực cho sáng tác của mình, như Lev Tolstoi cuối đời đã bắt tay thực hiện ý đồ gò văn xuôi vào quy luật của ngụ ngôn.
Thời hiện đại nhiều nhà văn chú ý dựa vào các truyền thống ngụ ngôn đã đưa tới sự xuất hiện những tác phẩm kịch và tiểu thuyết được gọi là parabole. Về cấu trúc bên trong, ở những tác phẩm này có hình tượng bóng gió, ngụ ý, kiểu hình tượng hướng tới tượng trưng; chú trọng lối nói bóng gió đa nghĩa (khác với tính đơn nghĩa của phúng dụ và cũng khác với bình diện sau vốn mang nghĩa một chiều của ngụ ngôn cổ và trung đại. Sự súc tích về nội dung, khả năng mang nhiều tầng hàm nghĩa của ngụ ngôn đã trở thành hấp lực đối với nhiều nhà văn như F. Kafka với Vụ án, H. Hesse với Chuỗi ngọc thủy tinh, E. Hemingway với Ông già và biển cả, Abe Kobo với Người đàn bà trong cồn cát v.v. Thi pháp ngụ ngôn mở rộng sang kịch và các tiểu thuyết luận đề, được thực hiện bởi những nhà văn muốn thoát khỏi quan niệm truyền thống về tính cách và hoàn cảnh, trong số này có nhiều nhà văn hiện sinh như J. P. Sartre, A. Camus, G. Marcel, B. Brecht, W. Faulkner v.v.
Dấu hiệu về cấu trúc và nội dung ngụ ngôn cũng bộc lộ tới các loại hình nghệ thuật khác như điện ảnh (bộ phim Dấu ấn thứ bảy của Ingmar Bergman; các bộ phim hoạt hình như Tom và Jerry, Hãy đợi đấy; tranh Gernica của P. Picasso; một số tác phẩm thuộc thể loại truyện tranh thiếu nhi như Đô rê mon v.v.
Ở Việt Nam, ngụ ngôn dân gian tồn tại và nhiều truyện đã trở thành điển cố văn học, như Đẽo cày giữa đường, Thầy bói xem voi v.v. Ôn Như Nguyễn Văn Ngọc trong Truyện cổ nước Nam có chép một số ngụ ngôn dân gian. Trong văn học viết có thể kể đến những tác phẩm như Truyện hai ông Phật cãi nhau trong Thánh Tông di thảo, các truyện Lục súc tranh công, Trinh thử v.v.

## Cấu trúc
Hầu hết các tác phẩm ngụ ngôn được chia làm hai phần: phần thứ nhất truyền đạt một hiện tượng hay một nhân vật, sự kiện buồn cười; phần thứ hai là bài học đạo đức. Tuy vậy, không nhất thiết mọi tác phẩm đều có cấu trúc tương tự. Nhiều tác phẩm phần 2 bị lược đi, bài học tự nó thoát ra từ cốt truyện. Các bài học đó thường được đúc kết thành thành ngữ, ngạn ngữ, cách ngôn, chẳng hạn "thầy bói xem voi", "đẽo cày giữa đường", "ếch ngồi đáy giếng", "cáo mượn oai hùm", "vẽ rắn thêm chân",... hay một điển cố văn học.

## Đặc điểm
Đặc điểm cấu trúc của ngụ ngôn hầu như không biến đổi trong suốt quá trình lịch sử của thể loại. Đó là do tính chất, đối tượng và chức năng của nó. Ngụ ngôn là một kiểu truyện phúng dụ bằng thơ hoặc văn xuôi rất ngắn mang nội dung giáo dục đạo đức. Bài học đạo đức trong tác phẩm toát ra từ việc chế giễu các tính cách và đặc điểm tiêu cực nào đó của con người, và phần lớn các thói xấu, nhược điểm của con người được thể hiện trong các hình tượng loài vật như chim, cá, thú, gia súc v.v. Phúng dụ của ngụ ngôn thường dựa trên các đặc điểm tiêu biểu, thông dụng của các loài vật (như cáo ranh mãnh, sư tử khỏe mạnh, thỏ nhút nhát v.v.). Cốt truyện ngụ ngôn ngắn, hàm xúc, giàu sức biểu hiện, bộc lộ bản chất của đối tượng, và hình thức phúng dụ trợ giúp đắc lực cho sự thuyết minh tính cách của nhân vật ngụ ngôn.
Tuy vậy, ngụ ngôn không chỉ có ý nghĩa giáo dục và đạo đức, mà còn ít nhiều có ý nghĩa triết lý về nhận thức luận hoặc về chính trị, chẳng hạn các ngụ ngôn của Ezop, La Fontaine, các ngụ ngôn trong Luận ngữ, Trang tử, ngụ ngôn của Liễu Tông Nguyên, v.v.